# Jean-Marie Ferri
Pour les articles homonymes, voir Ferri.
Jean-Marie Ferri, né le 9 août 1962 à Bastia, est un footballeur français reconverti en entraîneur.

## Biographie

### Joueur

#### En club
Il commence sa carrière en 1982 au SC Bastia. Ne jouant qu'avec l'équipe réserve en Division 3, il quitte le club après une saison.
Il rejoint alors le GFC Ajaccio qui évolue également au troisième niveau. Il reste durant 14 saisons au club, en disputant 5 en Division 2.
En 1997, il rejoint l'ES Cervione-Moriani en tant qu'entraîneur-joueur. Dès la première saison, il remporte la Division d'Honneur Corse et se voit promu en CFA 2. L'équipe termine avant-dernière de son groupe avec une seule victoire et est reléguée en Division d'Honneur. Pour sa dernière saison en tant que joueur, il finit vice champion de Division d'Honneur Corse derrière l'ÉF Bastia.

#### En sélection
Le 30 août 1992, il honore sa première sélection avec la Corse. La Squadra Corsa tient alors la Juventus en échec 0-0.

### Entraîneur
Après avoir occupé le poste d'entraîneur-joueur à l'ES Cervione-Moriani pendant 3 saisons, il prend les rênes de l'AJ Biguglia pour la saison 2002-2003. L'équipe termine à la 5ème place en Division d'Honneur Corse.
Il devient ensuite l'entraîneur de l'équipe réserve du CA Bastia de 2009 à 2017.
En 2019, après une saison en tant que coach de l'équipe réserve du FC Bastia-Borgo, il est nommé entraîneur du l'US Ghisonaccia.

## Palmarès
| GFC Ajaccio - Championnat de France D3 (groupe Sud) (1) : - Champion : 1985-86. |  | ES Cervione-Moriani - Division d'Honneur Corse (1) : - Champion : 1997-98. - Vice-champion : 1999-00. |